# Bryum rutilans
Bryum rutilans là một loài Rêu trong họ Bryaceae. Loài này được Brid. mô tả khoa học đầu tiên năm 1826.